# Ozaenina moderata
Ozaenina moderata är en tvåvingeart som beskrevs av Willi Hennig 1938. Ozaenina moderata ingår i släktet Ozaenina och familjen Richardiidae. Inga underarter finns listade i Catalogue of Life.